# Рагальини, Чезаре Мария
Чезаре Мария Рагальини (итал. Cesare Maria Ragaglini; род. 6 февраля 1953 года, Масса, Италия) — итальянский дипломат, заместитель председателя российской государственной корпорации развития "ВЭБ.РФ".

## Биография

### Образование
1975 год — окончил факультет международных отношений Брюссельского свободного университета и Высшую политическую школы им. Чезаре Альфьери при Флорентийском университете.

### Дипломатическая карьера
На дипломатической службе Италии c 1978 года.
С 1979 года по 1981 год — сотрудник генеральной дирекции по персоналу МИД Италии (занимался юридическими и законодательными вопросами персонала, а затем вопросами трудовой деятельности сотрудников в загранучреждениях).
С 1981 года по 1984 год — консул Итальянской Республики в Тегеране (Иран).
С 1984 года по 1987 год — первый секретарь Посольства Итальянской Республики в Оттаве (Канада).
С 1987 года — сотрудник отдела МИД Италии по вопросам взаимодействия с Парламентом.
С 1989 года по 1992 год — начальник созданного им Отдела информации и исследований при генеральном секретариате МИД Италии.
В 1992—1995 годах — первый советник Посольства Итальянской Республики в Нью-Дели (Индия).
С 16 октября 1995 года — заместитель руководителя пресс-службы МИД Италии.
В 1996 году возобновляет работу итальянского посольства в Багдаде, работает послом до 1999 года.
В 1999 году — дополнительный дипломатический советник в аппарате Председателя Совета министров Итальянской Республики. Одновременно, с 2001 года — спецпредставитель Председателя Совета министров Итальянской Республики по делам Балканского региона.
С 2002 года по 2004 год — начальник аппарата Министра иностранных дел Итальянской Республики. С 2004 года представитель Председателя Совета министров Итальянской Республики по вопросам саммитов «Большой восьмёрки» (шерпа) и участвовал в подготовке саммитов в Глениглз и Санкт-Петербурге.
С 2006 года — генеральный директор Департамента государств Средиземноморья и Ближнего Востока МИД Италии.
В 2008 году получил ранг Посла.
С июля 2009 года по сентябрь 2013 года — постоянный представитель Итальянской Республики при ООН в Нью-Йорке.
С сентября 2013 года — Чрезвычайный и Полномочный Посол Итальянской Республики в Москве (Россия).
15 ноября 2017 года нанёс прощальный визит в МИД РФ в связи с завершением своей миссии в России.
29 ноября 2017 года указом президента РФ В. Путина награждён орденом Дружбы.
В мае 2019 года назначен заместителем председателя государственной корпорации развития "ВЭБ.РФ", куратором международного блока.

## Награды
- Кавалер Большого креста ордена «За заслуги перед Итальянской Республикой» (5 августа 2013 года)[4].
- Великий офицер ордена «За заслуги перед Итальянской Республикой» (2 июня 2006 года)[5].
- Командор ордена «За заслуги перед Итальянской Республикой» (2 июня 2000 года)[4].
- Офицер ордена «За заслуги перед Итальянской Республикой» (27 декабря 1995 года)[6].
- Орден Дружбы (27 ноября 2017 года, Россия) — за заслуги в укреплении дружбы и сотрудничества между народами, плодотворную деятельность по сближению и взаимообогащению культур наций и народностей[7][2].